# Museu do Recôncavo Wanderley Pinho
O Museu do Recôncavo Wanderley Pinho é um museu brasileiro localizado no distrito de Caboto, cidade de Candeias, no estado brasileiro da Bahia. Funciona em uma casa-grande erguida a partir do ano de 1760.
O acervo é formado por mais de 200 peças produzidas desde o século XVII, como roupas, paramentos, pinturas, cerâmica, objetos decorativos e mobiliário.
O antigo Engenho Freguesia, onde está instalado, é um casarão de quatro andares, 55 cômodos e uma capela. É considerado um dos poucos locais do Recôncavo baiano a ter sua arquitetura original preservada. Além disso, é considerado um dos raros exemplares de edifício desenvolvido em torno de dois pátios para os quais se voltam quartos, salas e alcovas.
A casa-grande é tombada como patrimônio nacional pelo Instituto do Patrimônio Histórico e Artístico Nacional (Iphan) desde 1944.

## História
O casarão atualmente transformado em museu tem sua história iniciada em 1760, quando se sabe que o capitão-mor Cristóvão da Rocha Pita (proprietário do engenho na época) já residia no local. Contudo, não existe documentação com a data precisa da construção da casa-grande. No auge de sua produção, por volta de 1850, cerca de 160 escravos trabalhavam neste engenho (distribuídos entre as tarefas da fábrica e da casa-grande). Somente em 1900 deixou de moer cana.

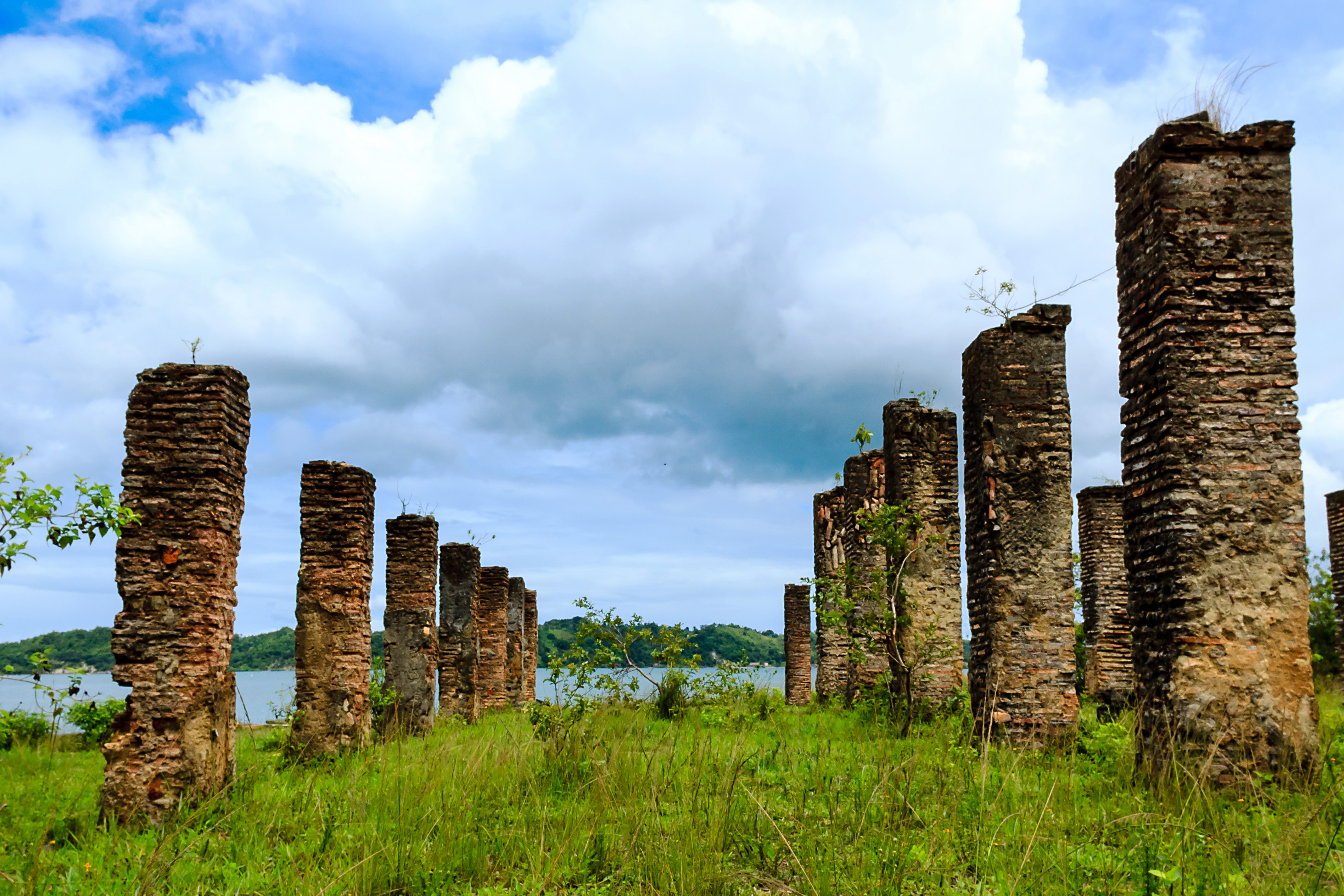
Ruínas nas proximidades do museu, na praia do Caboto.

O engenho chegou a passar pelas mãos do Barão de Cotegipe até chegar ao herdeiro José Wanderley de Araújo Pinho (1890-1967), defensor da criação do Instituto do Patrimônio Histórico e Artístico Nacional que mais tarde tombara o casarão, idealizou o museu inaugurado em 1971, três anos após o decreto do governador Luiz Viana.
O mobiliário original temporariamente está no Palácio da Aclamação, em Salvador.
Em 2009, foi iniciado um processo de restauro orçado em R$ 9 milhões que deve seguir até 2014. As intervenções visam recuperar o imóvel que ameaça ruir, embora a reconstrução da fábrica de açúcar não tenha resistido à demora no processo. A reforma anterior aconteceu na última década de 70.
As recentes intervenções estruturais deverão dar mais aproveitamento para o espaço. O entorno, considerado patrimônio natural, deverá receber um centro de pesquisas biológicas, e a construção, ao lado, um hotel ou pavilhão.

## Arquitetura

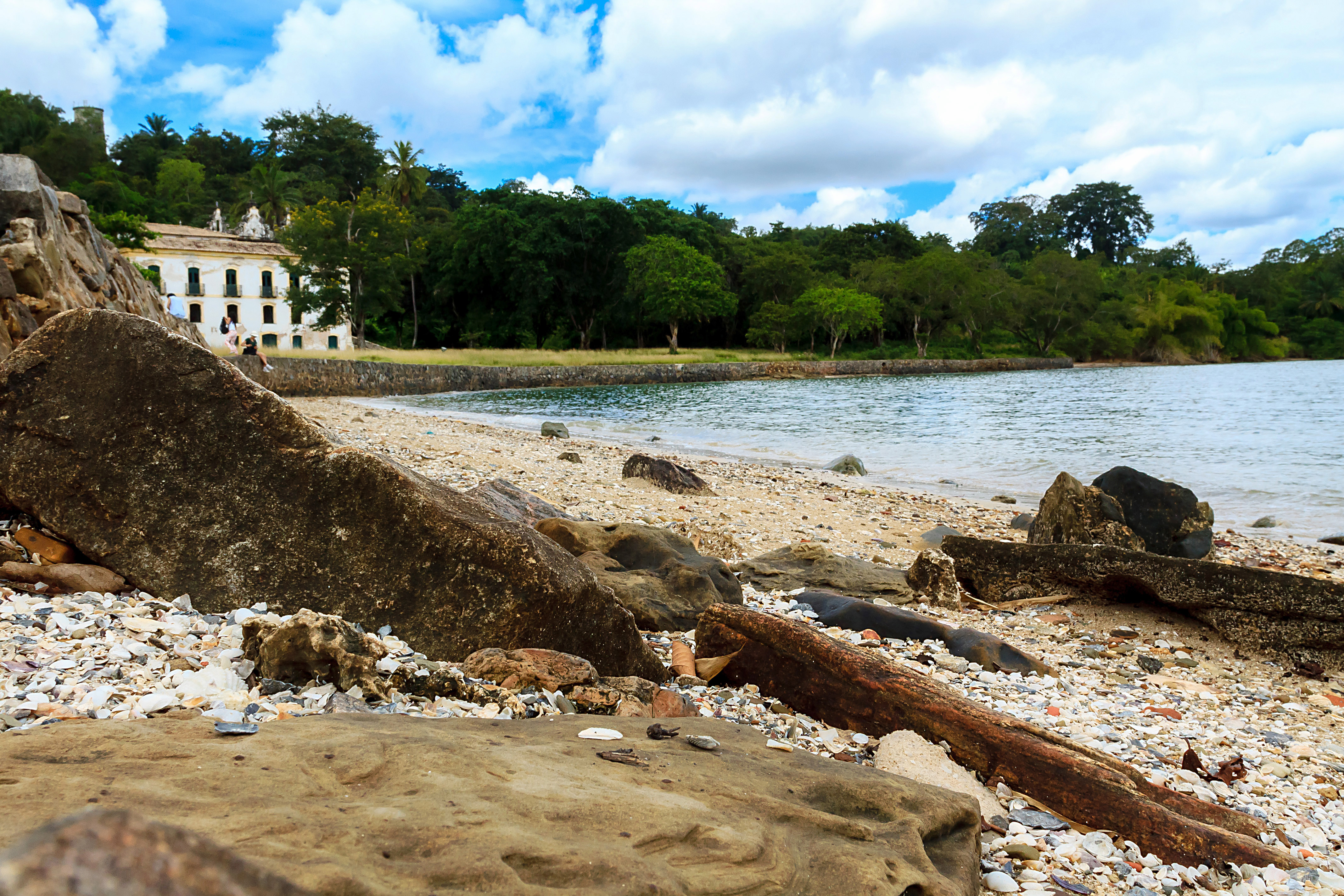
O museu e igreja ao fundo.

A casa-grande possui vários níveis:
- O primeiro é praticamente um porão;[6]
- O segundo pavimento abriga o saguão ladeado por salões com janelas conversadeiras, onde existia até o final do século passado sete quartos reservados aos hóspedes;[6]
- o terceiro pavimento possui janelas do tipo tribuna, salões, capela, quartos e cozinha. O edifício é recoberto por um telhado de oito águas com terminações beira-saveira. O pátio corresponde ao terceiro nível contornado por três lados com uma galeria de arcos plenos que se apoiam em colunas toscana de seção quadrada.[6]

A pintura do forro da capela em devoção à Nossa Senhora da Conceição é alusiva à Santíssima Trindade.
Nos arredores, o acervo de maquinários está instalado no entorno da casa-grande, juntamente com objetos usados na lavoura.